# Nuria Torray
 (juin 2025).
Si vous disposez d'ouvrages ou d'articles de référence ou si vous connaissez des sites web de qualité traitant du thème abordé ici, merci de compléter l'article en donnant les références utiles à sa vérifiabilité et en les liant à la section « Notes et références ».
Nuria Torray, née Nuria Torra Resplandi le 24 septembre 1934 à Barcelone, morte le 8 juin 2004 à Madrid, est une actrice de théâtre, de télévision et de cinéma espagnole.

## Biographie
Nuria Torra Resplandi a mené de front ses études de philosophie et de lettres avec une participation non-professionnelle au Teatro Español Universitario (es). Assez vite, le metteur en scène José Tamayo la remarque et la promeut vers une carrière professionnelle : elle joue dans Les Sorcières de Salem au Teatro Español de Madrid et en vient à tenir même le rôle du personnage principal dans Irma la Douce. On la voit ensuite souvent sous la direction d'Adolfo Marsillach, par exemple dans Les Sept Infants de Lara.
C'est peu après qu'elle commence une relation professionnelle avec celui qui deviendra son mari Juan Guerrero Zamora, le réalisateur, qui la fait jouer dans Le Sourire de la Joconde (1951) d'Aldous Huxley. Elle devient ainsi un visage bien connu de la télévision espagnole dans les années 1960 et 70, par exemple avec son rôle de protagoniste dans les séries Un mito llamado... (es) (1979) et La Célestine (1983).
Elle débute au cinéma en 1956 mais malgré sa carrière au théâtre, elle n'y trouve pas un succès remarqué, et abandonne ce monde un peu déçue après sa participation en 1971 à La casa de las muertas vivientes.
En 1991 elle joue le personnage principal de Lysistrata au Festival International de Théâtre Classique de Mérida. Elle se retire de la scène après sa participation en 1995 à Mi querida familia (Brighton Beach Memoirs), de Neil Simon, qui lui valut le Premio Ercilla (es).
Elle meurt le 8 juin 2004 à Madrid, dans la clinique où elle était entrée un mois plutôt pour traiter un cancer. Elle est incinérée et déposée au Cimetière de La Almudena.

### Vie familiale
Elle a été en couple avec Ángel Aranda, dont elle s'est séparée. Elle a épousé Juan Guerrero Zamora, dont elle a eu Alejandra Torray, actrice elle aussi.

## Théâtre (sélection)
- 1951 : Le Sourire de la Joconde d'Aldous Huxley
- 1958 : La estrella de Sevilla (es) de Lope de Vega
- 1965 : ¿Quién quiere una copla del Arcipreste de Hita? (es) de José Martín Recuerda
- 1966 : Les Sept Infants de Lara de Lope de Vega
- 1966 : Águila de blasón (es) de Valle-Inclán
- 1974 : Las cítaras colgadas de los árboles (es) d'Antonio Gala
- 1991 : Lysistrata d'Aristophane
- 1995 : Mi querida familia (es) de Neil Simon

## Filmographie

### Cinéma
- 1956 : Désir diabolique (Susana y yo) d'Enrique Cahen Salaberry : étudiante étrangère
- 1957 : Maravilla de Javier Setó : écossaise
- 1957 : Un marido de ida y vuelta de Luis Lucia Mingarro : Mariví
- 1961 : ¡Aquí están las vicetiples!
- 1962 : Accidente 703 de José María Forqué : Luisa
- 1962 : Una jaula no tiene secretos
- 1962 : Dar la cara
- 1963 : La becerrada de José María Forqué : Sœur Léocadie
- 1963 : Se vive una vez
- 1963 : Benigno, hermano mío
- 1964 : Juegos peligrosos
- 1964 : La Furie des Apaches (El hombre de la diligencia) de José María Elorrieta : Ruth
- 1964 : Monsieur de La Salle (El señor de La Salle) de Luis César Amadori : Bernarda
- 1964 : Prohibido soñar
- 1965 : Diálogos de la paz : Amparo
- 1965 : Albergues y paradores
- 1965 : Le Héros vagabond (Eroe vagabondo) de Walter Santesso
- 1966 : Django ne pardonne pas (Mestizo) de Julio Buchs : Paulette Renoir
- 1966 : Dos mil dólares por Coyote de León Klimovsky : Mary Patterson
- 1966 : Una novia relámpago
- 1966 : Las salvajes en Puente San Gil (es) d'Antoni Ribas
- 1967 : El halcón de Castilla de José María Elorrieta : Margarita
- 1967 : El amor brujo de Francisco Rovira Beleta : Soledad
- 1967 : Une balle, c'est ton prix (Los siete de Pancho Villa) de José María Elorrieta : Maria
- 1967 : Los amores difíciles de Raúl Peña
- 1968 : Camino de la verdad d'Agustín Navarro
- 1968 : El siervo de Dios
- 1969 : La muchacha del Nilo de José María Elorrieta : Aïcha
- 1970 : Django et Sartana (Quel maledetto giorno d'inverno... Django e Sartana all'ultimo) de Demofilo Fidani
- 1971 : La Forêt du loup (es) (El bosque del lobo) de Pedro Olea : Avelina
- 1972 : La casa de las muertas vivientes d'Alfonso Balcázar : Sara, belle-mère d'Oliver

### Télévision
- 1963 : Las enfermeras (es), série télévisée
- 1964 : Confidencias (es), série télévisée, épisodes : Por la puerta grande, Las cosas sencillas, Román y Marisa, Esto es amor, Cuando no pasa nada
- 1964-1965 : Primera fila (es), série télévisée, épisodes : Los endemoniados, Pigmalión, Siegfried, Suspenso en amor, Adiós, Mimí Pompón
- 1964 : Gran teatro, série télévisée, épisode : El amor de los cuatro coroneles
- 1965-1976 : Novela (es), série télévisée, épisodes : Marianela (1965), El amor de Dennis Haggerty (1971), El collar de la reina (1976)
- 1966 : Tiempo y hora, série télévisée, épisodes : Farsa de la escoba, La casualidad
- 1966 : La pequeña comedia, série télévisée, épisode Sala de espera
- 1966-1980 : Estudio 1 série télévisée, épisodes : Más allá del horizonte, Una doncella francesa, Las mocedades del Cid ; 1967 : La bella Dorotea ; 1968 : La malquerida, La desconcertante señora Savage, Ondina ; 1969 : La posadera, El gran teatro del mundo ; 1970 : La señorita Julia, El gran teatro del mundo, Cándida ; 1976 : El malentendido ; 1977 : El Caballero de la mano en el pecho ; 1980 : Los padres terribles
- 1966 : La risa española, série télévisée, épisode Cleopatra Martínez
- 1971 : Sospecha, série télévisée, épisodes La isla de la muerte , Laberinto mortal, La escalada de la Señora Stitch
- 1971 : Hora once (es), série télévisée, épisode La pródiga
- 1972 : Ficciones, série télévisée, épisode La historia de Leonora y Beatriz
- 1974 : Noche de teatro, série télévisée, épisode : Irma, la Dulce
- 1975 : El Teatro, série télévisée, épisode Fuenteovejuna
- 1976 : Teatro Club, série télévisée, épisode Mañana te lo diré
- 1979 : Un mito llamado... (es), série télévisée, épisodes : Dulcinea, Ifigenia, Alcestes, Fedra, Antígona, El tiempo, Nora, Electra, Numancia, Gea, Medea
- 1981 : El actor y sus personajes
- 1983 : La Celestina
- 1989 : Primera función série télévisée, épisode Madrugada
- 2003 : El meu avi

## Récompenses
- Antena de Oro (es) (1962).
- Prix du Sindicato Nacional del Espectáculo (es) (1965).
- Prix du Festival international du film de Mar del Plata (1965).
- Prix Ondas de la meilleure actrice de télévision (1966).
- Prix Ercilla (es) (1995).